# Friedens-Stupa Zalaszántó

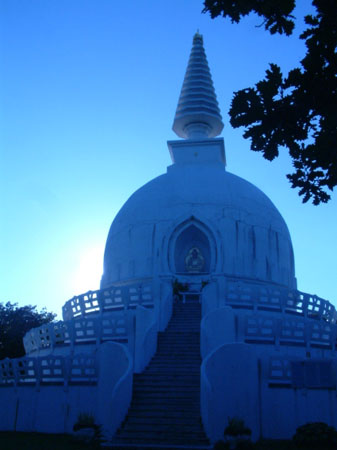
Friedens-Stupa Zalaszántó

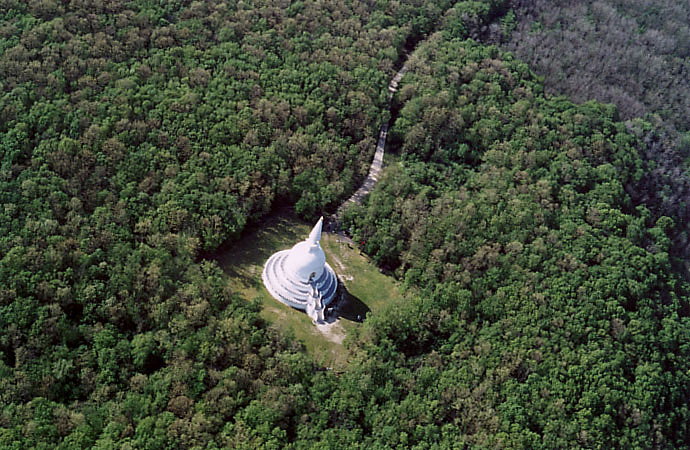
Luftbild: Zalaszántó - Stupa

Der Friedens-Stupa Zalaszántó ist ein buddhistisches Bauwerk in Zalaszántó, Ungarn. Bei seiner Fertigstellung 1992 war er mit einer Höhe von 30 Metern und eine Breite von 24 Metern Europas größter Stupa.
Die Initiative zur Errichtung des Stupa ging von dem aus Südkorea stammenden buddhistischen Mönch Bob Jon aus. Im Dezember 1990 hatte die ungarische Regierung den Bauplatz kostenlos zur Verfügung gestellt. Ungarische Architekten und eine ungarische Baufirma übernahmen die Arbeiten. Durch Mithilfe öffentlicher und privater Stellen aus Österreich, Ungarn und Südkorea konnte der Bau von März bis Ende September 1992 fertiggestellt werden.
Der Friedens-Stupa wurde am 17. Juni 1993 vom 14. Dalai Lama, Tendzin Gyatsho eingeweiht. Er befindet sich auf dem Berg Konvácsi-Hegy, der 316 Meter über dem Ort liegt. Er besteht aus drei Ebenen, einer Kuppel und einer goldenen Spitze. Im Inneren befinden sich buddhistische Texte, Reliquien und ein 24 Meter hoher Lebensbaum. Die große Buddha-Statue stammt aus Korea und stellt Siddhartha Gautama dar.
In der Umgebung des Stupas befinden sich noch ein buddhistischer Tempel und ein Retreat-Haus.
Zurzeit wird die gesamte Anlage von zwei tibetischen Mönchen aus Ladakh betreut.